# Adonisea steensensis
Adonisea steensensis là một loài bướm đêm trong họ Noctuidae.